# Grae Morris
Grae Morris (Sydney, 16 ottobre 2003) è un velista australiano, vincitore della medaglia d'argento nell'IQFoil a Parigi 2024.

## Biografia
Morris è stato scelto per partecipare ai Giochi olimpici dopo il nono posto ai mondiali di L'Aia del 2023 ed il quarto posto al test event olimpico.
A Parigi ha chiuso al primo posto le quattordici regate preliminari guadagnando l'accesso diretto alla finale a tre per l'oro, dove ha preceduto l'olandese Luuc van Opzeeland ed è stato battuto dall'israeliano Tom Reuveny, diventando il primo australiano a vincere una medaglia nella disciplina da Lars Kleppich che si classificò terzo a Barcellona 1992.

## Palmarès
- Giochi olimpici

Parigi 2024: argento nell'IQFoil.